# Langenei
Langenei ist ein Ortsteil von Lennestadt im Kreis Olpe in Nordrhein-Westfalen. Der Ort liegt direkt an der B 236 in dem Teilabschnitt, der von Altenhundem nach Schmallenberg führt.

## Geschichte

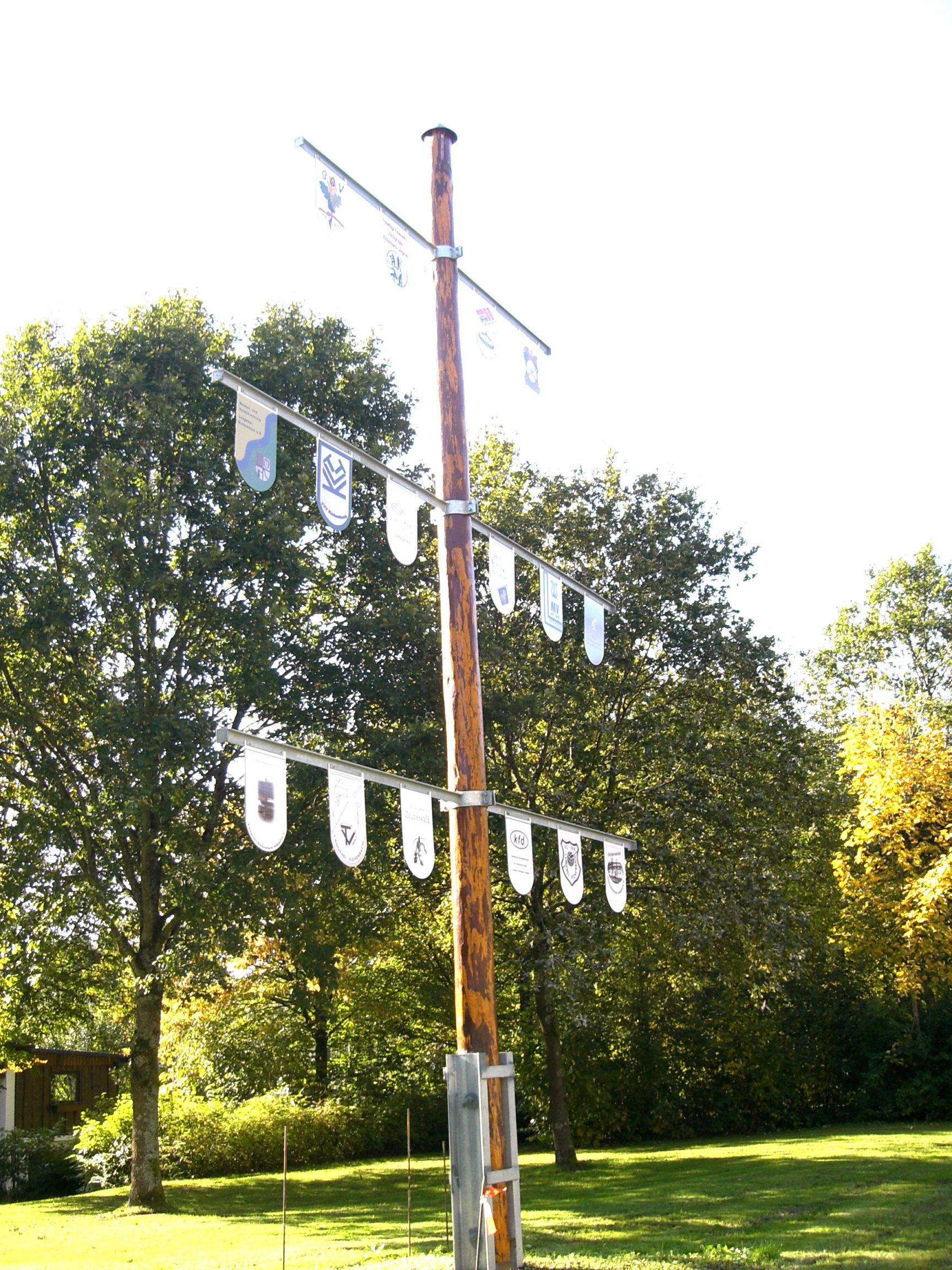
Vereinsbaum im Park

Urkundlich erwähnt wird der Ort bereits im Jahr 1344 als Herkunftsbezeichnung des damaligen Schmallenberger Beamten Richard von Langenoge. Dieser Beamte stammte aus Langenei und zog in die nicht weit entfernte Stadt Schmallenberg. Sprachgeschichtlich kann Langenoge (später Langenei) als Begriff für „lange Flussaue“ gedeutet werden, was auch geographisch zu der Form des Tals vom benachbarten Kickenbach bis Langenei passen würde.
Anhaltspunkte über die Einwohnerzahl von Langenei lassen sich erstmals aus einem Schatzungsregister (diente der Erhebung von Abgaben) für das Jahr 1543 herleiten. Es zeigt für Langenei 9 Schatzpflichtige.
Setzt man die Zahl der Schatzpflichtigen mit der Anzahl der damals vorhandenen Familien bzw. Häuser gleich und rechnet pro Haus 6 Bewohner, so dürften in Langenei in der Zeit um 1550 ca. 50 bis 60 Menschen gelebt haben.
1969 wurde Langenei, das bis dahin zur Gemeinde Kirchhundem gehört hatte, im Zuge der Gebietsreform im Kreis Olpe ein Teil der neu gebildeten Stadt Lennestadt.
Ende Juni 2020 belief sich die Zahl der Einwohner auf 726, wobei der Anteil von 25,6 % der über 65-Jährigen vergleichsweise groß ist (Stadtgebiet Lennestadt: 17,4 %). Der Ort ist ländlich geprägt mit gut erhaltenen bzw. restaurierten Fachwerkhäusern und einigen Gaststätten mit Übernachtungsmöglichkeiten für Urlauber. Das Vereinsleben ist sehr ausgeprägt. Das zeigt sich auch in dem im Langeneier Park kürzlich aufgestellten Vereinsbaum, an dem 16 Vereine ihr Vereinslogo angebracht haben.
Eine Besonderheit stellt der bereits vor 1920 angelegte Jüdische Friedhof dar, der 1994 saniert und neu gestaltet wurde.

## Religion
→ siehe auch Hauptbeitrag: St. Johannes Baptist (Langenei)
Die Einwohner von Langenei bekennen sich zum weitaus überwiegenden Teil zum römisch-katholischen Glauben.
Wann das erste Gotteshaus errichtet wurde, lässt sich nicht ermitteln. Der in der ersten Hälfte des 17. Jahrhunderts auftretende Hausname „biem Kirchoffe“ lässt vermuten, dass es bereits in dieser Zeit eine Kapelle gab. Im Rahmen einer Kapellenerweiterung im Jahr 1932 erhielt die heutige Pfarrkirche St. Johannes Baptist ihre heutige Gestalt. Sie präsentiert sich als einschiffiger, aus Bruchsteinen errichteter Saalbau. Im Westen wird sie von einem kleinen achteckigen Turm mit barocker Haube abgeschlossen. Der im Rahmen von Sanierungen neu geschaffene Altar wurde im Frühjahr 1996 durch den Paderborner Weihbischof konsekriert. Langenei gehört zu den wenigen Kirchengemeinden, die einen Glockenturm außerhalb der Kirche errichtet haben.  
Die Kirchengemeinde St. Johannes Baptist Langenei gehört zum Pastoralverbund Lennetal, dem auch die benachbarten Kirchengemeinden St. Agatha Altenhundem und St. Judokus Saalhausen angehören.